# Laarer See
Der Laarer See ist ein See in  Niederkrüchten in Nordrhein-Westfalen. Er liegt nahe der niederländischen Grenze und ist Teil des Naturparks Maas-Schwalm-Nette. Der See ist von Wäldern und Feuchtgebieten umgeben, die eine vielfältige Flora und Fauna beheimaten. Der See ist nicht öffentlich zugänglich.
Der See entstand durch frühere Kies- und Sandabbaugebiete, die sich mit Wasser füllten. Im Laufe der Zeit entwickelte er sich zu einem beliebten Naherholungsgebiet.
Der „Campingforst am Laarer See“ bietet Stellplätze für Wohnwagen, Zelte und Wohnmobile. Zahlreiche gut ausgebaute Wander- und Radwege führen durch die umliegenden Wälder. Der See beherbergt eine Vielzahl an Fischarten und ist zum Angeln freigegeben.
Der Laarer See und seine Umgebung stehen unter Naturschutz. Bestimmte Bereiche sind für Besucher gesperrt, um die sensible Flora und Fauna zu schützen. Maßnahmen zum Erhalt der Wasserqualität und zur Förderung der Biodiversität werden regelmäßig durchgeführt.